# Riggisberg
Riggisberg est une commune suisse du canton de Berne, située dans l'arrondissement administratif de Berne-Mittelland.
Depuis le 1er janvier 2009, l'ancienne commune de Rüti bei Riggisberg est rattachée à Riggisberg et depuis le 1er janvier 2021, celle de Rümligen.

## Monuments
La commune compte sur son territoire la Fondation Abegg, musée consacré au textile et classé comme bien culturel d'importance national. Elle compte également un ancien château, classé comme bien culturel d'importance régionale.